# Cirák
Cirák é um município da Hungria, situado no condado de Győr-Moson-Sopron. Tem 11,76 km² de área e sua população em 2015 foi estimada em 582 habitantes.